# Hydromechanika
Hydromechanika je vědní obor, část mechaniky tekutin, která se zabývá fyzikálním chováním kapalin v klidu a v pohybu.

Dělí se na dvě části:
- Hydrostatika
- Hydrodynamika

## Vybrané vzorce
Vybrané vzorce, které se nejčastěji používají v hydromechanice.
- Hydrostatický tlak

| {\displaystyle p_{H}=h_{x}\rho g\,} | \| \| \| \| \| \| \| \| |  |
|                                     |                         |  |
|                                     |                         |  |

- Objemový tok

| {\displaystyle \tau _{V}=Sw_{1}=Sw_{2}\,} | \| \| \| \| \| \| \| \| |  |
|                                           |                         |  |
|                                           |                         |  |

- Bernoulliho rovnice

| {\displaystyle gh_{1}+{\frac {p_{1}}{\rho }}+{\frac {w_{1}^{2}}{2}}=gh_{2}+{\frac {p_{2}}{\rho }}+{\frac {w_{2}^{2}}{2}}} | \| \| \| \| \| \| \| \| |  |
| |                         |  |
| |                         |  |

- Výtok kapaliny ze dna

| {\displaystyle w={\sqrt {2gh}}} | \| \| \| \| \| \| \| \| |  |
|                                 |                         |  |
|                                 |                         |  |

- Výtok kapaliny přepadem - objemový tok

| {\displaystyle \tau _{V}=Sw\,} | \| \| \| \| \| \| \| \| |  |
|                                |                         |  |
|                                |                         |  |

- Výtok kapaliny přepadem - střední rychlost

| {\displaystyle w_{s}={\frac {2}{3}}{\sqrt {2gh}}} | \| \| \| \| \| \| \| \| |  |
|                                                   |                         |  |
|                                                   |                         |  |

- Silový účinek kapaliny v pohybu

| {\displaystyle F=ma=\tau _{V}\rho w\,} | \| \| \| \| \| \| \| \| |  |
|                                        |                         |  |
|                                        |                         |  |

## Hydrostatika
Hydrostatika se zabývá chováním kapalin v klidu. Do hydrostatiky patří:
- Hydrostatická tlaková síla
- Hydrostatický tlak
- Spojené nádoby
- Hydrostatický paradoxon
- Vztlaková síla
- Archimédův zákon
- Plování těles
- Pascalův zákon

## Hydrodynamika
Hydrodynamika se zabývá chováním kapalin v pohybu. Do hydrodynamiky patří:
- Proudění
- Ustálené proudění
- Proudnice
- Laminární proudění
- Turbulentní proudění
- Objemový průtok
- Rovnice kontinuity
- Tlaková potenciální energie
- Bernoulliho rovnice
- Hydrodynamický paradox
- Navierova–Stokesova rovnice